# Missões diplomáticas de Serra Leoa

Missões diplomáticas de Serra Leoa.

Abaixo estão listadas as embaixadas e/ou consulados de Serra Leoa.

## África
- Etiópia
  - Adis-Abeba (Embaixada)
- Gâmbia
  - Banjul (Embaixada)
- Gana
  - Accra (Alta comissão)
- Guiné
  - Conacri (Embaixada)
- Libéria
  - Monróvia (Embaixada)
- Líbia
  - Trípoli (Embaixada)
- Nigéria
  - Abuja (Alta comissão)

## América

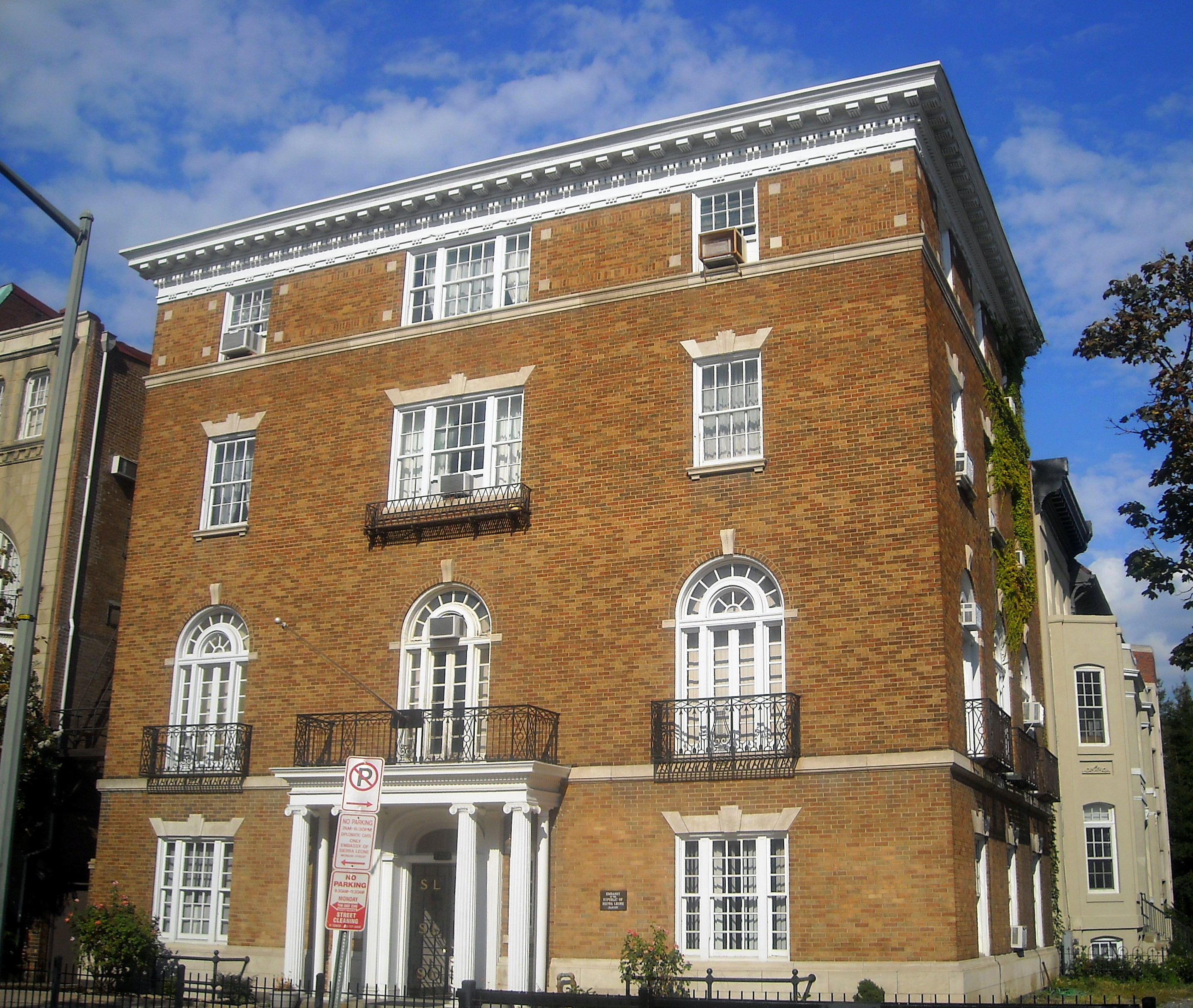
Embaixada de Serra Leoa em Washington DC, EUA.

- Estados Unidos
  - Washington DC (Embaixada)

## Ásia
- China
  - Pequim (Embaixada)
- Índia
  - Nova Délhi (Alta comissão)

## Europa
- Alemanha
  - Berlim (Embaixada)
- Bélgica
  - Bruxelas (Embaixada)
- Reino Unido
  - Londres (Alta comissão)
- Rússia
  - Moscou (Embaixada)

## Oriente Médio
- Arábia Saudita
  - Riad (Embaixada)
- Irão
  - Teerã (Embaixada)

## Organizações multilaterais
- Adis-Abeba (Missão permanente ante a União Africana)
- Bruxelas (Missão permanente ante a União Europeia)
- Nova Iorque (Missão permanente ante as Nações Unidas)